# Ekibastus
Ekibastus (kasachisch Екібастұз; russisch Экибастуз) ist eine Stadt im Nordosten der Republik Kasachstan.

## Namensgebung
Folgende Legende erklärt, wie die Stadt zu ihrem Namen kam:
Ein Hirte errichtete in der Steppe sein Nachtlager und legte zwei dunkle Steine zusammen, um dazwischen eine Feuerstelle zu machen. Er wusste nicht, dass es zwei Kohlestücke waren. Diese fingen zu glühen an. Am Morgen markierte er dann die Stelle, an der er diese Wundersteine fand, mit zwei kopfförmigen Salzsteinen. An dieser Stelle entstand dann Ekibastus. Deshalb heißt Ekibastus: eki = „zwei“, bas = „Kopf“, tus = „Salz“.

## Geografische Lage
Die Stadt liegt südwestlich der Gebietshauptstadt Pawlodar im Gebiet Pawlodar.

## Bevölkerung
Am 1. Januar 2014 lebten in Ekibastus 130.903 Einwohner. In der Agglomeration leben 146.839 Einwohner.

### Ethnische Zusammensetzung
Die Volkszählung vom 1. Januar 2010 ergab eine folgende ethnische Zusammensetzung:
- 49,60 % Kasachen
- 36,01 % Russen
- 4,79 % Ukrainer
- 2,80 % Tataren
- 2,14 % Kasachstandeutsche
- 0,85 % Weißrussen
- 0,46 % Baschkiren
- 0,43 % Moldawier
- 0,25 % Koreaner
- 0,22 % Tschetschenen
- 0,22 % Polen
- 1,61 % Sonstige

### Religionen
Ekibastus ist von konfessioneller Vielfalt geprägt. In der Stadt sind 17 verschiedene Religionsgemeinschaften vertreten.
Die dominierende Religionsgemeinschaft ist der sunnitische Islam, dem die Kasachen mehrheitlich angehören. Die sunnitischen Muslime verfügen in der Stadt über sieben Gemeinden. Eine Moschee wurde im September 1998 eröffnet.
Die Russisch-Orthodoxe Kirche verfügt in Ekibastus über eine Kathedrale, die in den 1990er Jahren gebaut wurde. Die feierliche Einweihung der Kathedrale fand am 21. September 2000 statt.
Darüber hinaus gibt es auch römisch-katholische und protestantische Gemeinden.

## Geschichte
Der Ort wurde 1898 gegründet. 1957 bekam Ekibastus die Stadtrechte verliehen, nachdem die Einwohnerzahl auf über 25.000 gewachsen war. Während der Stalinzeit existierte in Ekibastus ein großes Straflager (PestschanLag, DalLag), dessen Insassen in nahen Kohlebergwerken Zwangsarbeit leisten mussten. Im Lager Ekibastus war Alexander Solschenizyn inhaftiert, wo seine Erzählung Ein Tag im Leben des Iwan Denissowitsch entstanden ist.

## Wirtschaft
Die Stadt wurde neben einem der größten Steinkohlevorkommen der Welt errichtet. Der Steinkohletagebau ist der Hauptwirtschaftszweig der Stadt. In Ekibastus hat das kasachische Kohlebergbauunternehmen Bogatyr Komir seinen Hauptsitz. Es betreibt nahe der Stadt zwei große Tagebauareale Bogatyr (Богатырь) und Wostotschny (Восточный).
In der Nähe von Ekibastus befindet sich das Kraftwerk Ekibastus, eines der weltgrößten Kraftwerke, mit dem höchsten Schornstein der Erde (419,7 m). Die gewonnene Elektrizität wird über die Drehstromleitung Ekibastus–Kökschetau abgeführt – die Hochspannungsleitung mit der größten Übertragungsspannung der Welt (1150 kV).
Hier begann auch die Linienführung der unvollendet gebliebenen und deshalb nicht in Betrieb gegangenen HGÜ Ekibastus–Zentrum, ein Gleichstromübertragungsleitungsprojekt.

## Infrastruktur
Es verfügt über eine Außenstelle der Staatlichen Universität Pawlodar, ein Kulturzentrum mit modernem Kino, einen Basar, eine Moschee und eine Orthodoxe Kirche sowie einen Flughafen für Inlandflüge (IATA-Code EKB).
Beliebtes Erholungsgebiet der Einwohner von Ekibastus ist der nicht weit entfernte Naturpark Bajanauyl – ein kleines Gebirge mit bizarren Felsformationen und malerischen Seen.

## Sport
In der Stadt ist der Fußballverein FK Ekibastus, als Nachfolgeverein vom FK Ekibastusez, beheimatet. In Real Aikido ist die Stadt durch den Verein Center of Real Aikido Tensin Ekibastus vertreten.

## Verkehr

### Eisenbahn
Der Bahnhof Ekibastus liegt an der Eisenbahnstrecke Astana-Kulunda.

### Fernstraße
Nahe der Stadt verläuft die lange Ost-West-Route A17, eine wichtige Straße in Kasachstan.

## Söhne und Töchter der Stadt
- Alexander Ustjugow (* 1976), russischer Theater- und Filmschauspieler
- Tatjana Asarowa (* 1985), Leichtathletin
- Dmitri Schomko (* 1990), Fußballspieler
- Samat Scharynbetow (* 1994), Fußballspieler
- Maxim Fedin (* 1996), Fußballspieler